# Imperfectief aspect
Imperfectief is een aspect van een werkwoord. Dit aspect dient te worden onderscheiden van voltooide aspecten (het perfectief aspect en het perfect aspect). Het imperfectief aspect geeft aan dat de met het werkwoord aangeduide handeling of toestand aan de gang is of bestaat op het moment waarnaar wordt verwezen, of bijvoorbeeld een gewoonte is, zonder dat er wordt toegespeeld op een eventueel eindtijdstip. Voltooide aspecten beschrijven de handeling als een afgesloten geheel.
Slavische talen, onder andere het Servo-Kroatisch, hebben aparte imperfectieve werkwoordsvormen. Zo betekent pio sam šolju čaja "ik dronk een kopje thee" als in "ik was een kopje thee aan het drinken" of "ik was gewend een kopje thee te drinken", terwijl de perfectieve variant popio sam šolju čaja betekent dat de thee is opgedronken of dat diegene ooit eens een kopje thee heeft gedronken.
Het Franse imparfait heeft overduidelijk een imperfectieve betekenis. Ook het Oudgrieks maakt onderscheid tussen de imperfectief en de perfectief, bijvoorbeeld door middel van de aoristus, die een perfectief aspect inhoudt waar een imperfectum een imperfectief aspect inhoudt. Germaanse talen zoals het Nederlands en Engels kennen geen aparte vormen, maar het Engels heeft wel aan de imperfectief gelijkwaardige constructies met hulpwerkwoorden (used to + werkwoord, to be + ing-vorm).